# Les Intégrales Dupuis
 (mars 2016).
Si vous disposez d'ouvrages ou d'articles de référence ou si vous connaissez des sites web de qualité traitant du thème abordé ici, merci de compléter l'article en donnant les références utiles à sa vérifiabilité et en les liant à la section « Notes et références ».
Les Intégrales Dupuis est une collection des éditions Dupuis qui regroupe des intégrales de séries classiques du Journal de Spirou.

## Concept
Les albums de la collection contiennent entre environ 150 et 200 pages en papier Bessaya avec une reliure cousue. Ils reprennent le grand format habituel de l'éditeur. Les recueils regroupent généralement 2 à 4 albums traditionnels, mais aussi, très souvent, des dessins inédits en album, tels que des projets de couverture, des planches inédites parues seulement dans Spirou, des couvertures de Spirou ou des dessins d'autre provenance. Mais surtout, chaque intégrale s'ouvre sur un dossier contextualisant l'œuvre.
Chaque planche des intégrales a été recolorisée par le Studio Léonardo. Les reprises d'histoires parues exclusivement dans Spirou sont en revanche très souvent des versions scannées.
À l'exception de Yoko Tsuno et des premiers tomes de Tif et Tondu, les intégrales regroupent les histoires par ordre chronologique de parution dans Spirou ou autre magazine des éditions Dupuis de l'époque. Un à deux recueils sortent en moyenne chaque année par série.

## Historique
La première série à intégrer cette collection est Yoko Tsuno (juin 2006), puis l'emblématique Spirou et Fantasio en novembre 2006. Suivent d'autres classiques de la maison d'édition, dont certains tomes sont devenus difficilement trouvables : Tif et Tondu (mars 2007) puis Natacha (juin 2007), Johan et Pirlouit (mars 2008) et Gil Jourdan (juin 2009).
Entre 2010 et 2011, des séries plus anciennes sont sélectionnées, indisponibles dans le commerce : Les Petits Hommes, Docteur Poche, Théodore Poussin, Jerry Spring, Les Aventures de Buck Danny, La Patrouille des Castors et Sophie.
Mais l'éditeur donne aussi un écrin prestigieux à des séries méconnues d'auteurs respectés : Pauvre Lampil, Câline et Calebasse et  Boulouloum et Guiliguili, toutes scénarisées par Raoul Cauvin. Plusieurs univers imaginés par Maurice Tillieux bénéficient aussi de cette vitrine : César, Marc Jaguar, mais aussi Tif et Tondu qui bénéficie d'une réédition refondue et chronologique à partir de 2017. De même, l'œuvre du respecté mais discret Serge Clerc se voit honorée par quatre intégrales thématiques : Phil Perfect (2012), Rock (2014), Science-Fiction (2016) et Noir (2017).
Après trois tomes de Spirou et Fantasio, Jean-Claude Fournier voit deux de ses œuvres moins connues et indisponibles en albums rééditées : Bizu (2013) et Les Crannibales (2017).
Quant à Jean Graton, il voit son classique Michel Vaillant et sa série dérivée Julie Wood intégrer cette collection à partir de l'été 2015. La même année, c'est la série culte Jean Valhardi de Jijé et Jean Doisy qui a droit à son intégrale, publiée jusqu'en 2019. 
D'autres séries connues se voient aussi honorées : Charly, Les Schtroumpfs, Billy the Cat, Les Tuniques bleues (seulement les tomes dessinés par Louis Salvérius), Broussaille et Jojo.
En septembre 2016, le best-seller Lucky Luke intègre cette collection. La série a déjà connu une édition en intégrale, mais sans aucun bonus, entre 1980 et 2012. Celle-ci avait été supervisée successivement par les éditions Dupuis (tome 1 à 10) puis Dargaud (11 à 24), et couvrait tous les albums dessinés par Morris. Cette intégrale avait connu une ré-édition avec des nouvelles couvertures, mais toujours sans bonus, entre 2009 et 2013.

### Intégrales achevées

#### Lancées de 2005 à 2010
- Yoko Tsuno par Roger Leloup (10 tomes, par ordre thématique, de juin 2006 à mai 2023)
- Spirou et Fantasio par André Franquin (Tome 1 à 8), Jean-Claude Fournier (9 à 11), Tome et Janry (13 à 16), puis Morvan et Munuera (novembre 2006 à 2023)
- Tif et Tondu par Will, Rosy, Tillieux, Desberg, Dineur, Bermar, Lapière et Sikorski (13 tomes, par ordre thématique (tome 1 à 4) puis chronologique (5 à 13), de mars 2007 à juillet 2013).
- Natacha par François Walthéry et divers auteurs (5 tomes, juin 2007 à mai 2014)
- Michel Vaillant par Jean Graton (20 tomes, juin 2008 à juin 2013)
- Johan et Pirlouit par Peyo (5 tomes, mars 2008 à avril 2011 - Réédition d'octobre 2013 à novembre 2016)
- Gil Jourdan par Maurice Tillieux (4 tomes, juin 2009 à novembre 2010)

#### Lancées de 2010 à 2015
- Docteur Poche par Marc Wasterlain (4 tomes, février 2010 à octobre 2013)
- Les Petits Hommes par Pierre Seron (11 tomes, mai 2010 à août 2022)
- Théodore Poussin par Frank Le Gall (3 tomes, juin 2010 à octobre 2012)
- Jerry Spring par Jijé (5 tomes en noir et blanc, août 2010 à août 2012)
- Les Aventures d'Attila par Derib et Maurice Rosy (1 tome, septembre 2010)
- Bobo par Paul Deliège et Maurice Rosy (Mini-récits, 1 tome, septembre 2010)
- Les Aventures de Buck Danny, par Jean-Michel Charlier et Victor Hubinon (13 tomes, novembre 2010 à août 2018)
- La Patrouille des Castors par Jean-Michel Charlier (8 tomes, mars 2011 à avril 2017)
- Pauvre Lampil par Raoul Cauvin et Willy Lambil (1 tome, août 2011)
- Sophie par Jidéhem (5 tomes, août 2011 à juin 2017)
- César par Maurice Tillieux (1 tome, novembre 2011)
- Phil Perfect par Serge Clerc (1 tome, février 2012)
- Bizu par Jean-Claude Fournier (3 tomes, mars 2013 à octobre 2017)
- Charly par Denis Lapière et Magda (3 tomes, juin 2013 à juin 2015)
- Câline et Calebasse par Mazel et Raoul Cauvin (3 tomes, juin 2013 à septembre 2014)
- Les Schtroumpfs par Peyo (4 tomes, de juillet 2013 à novembre 2016)
- Les Belles Histoires de l'oncle Paul par Jean Graton  (1 tome, novembre 2013)
- Poussy par Peyo (1 tome, octobre 2014)
- Billy the Cat par Stéphane Colman et Stephen Desberg (2 tomes, octobre 2014 à novembre 2015)
- Les Tuniques bleues par Raoul Cauvin et Louis Salvérius (2 tomes, novembre 2014 à février 2016)
- Rock par Serge Clerc (1 tome, novembre 2014)
- Les Aventures de Jean Valhardi par Jean Doisy et Jijé (5 tomes, février 2015 à mai 2019)
- Le Gang Mazda, par Bernard Hislaire, Tome et Christian Darasse (2 tomes, mars 2015 à mars 2016)
- Julie Wood par Jean Graton (3 tomes, juillet 2015 à janvier 2019)
- Boulouloum et Guiliguili par Mazel et Raoul Cauvin (2 tomes, septembre 2015 à août 2016)
- Les nombrils (2 tomes) épuisé chez l'éditeur

#### Lancées de 2015 à 2020
- Science-Fiction par Serge Clerc (1 tome, novembre 2016)
- 421 par Stephen Desberg et Éric Maltaite (3 tomes, novembre 2016 à septembre 2022)
- Broussaille par Bom et Frank Pé (2 tomes, octobre 2016 à août 2017)
- Jojo par André Geerts (4 tomes, mai 2017 à octobre 2020)
- Jessie Jane par Mazel et Gérald Frydman (1 tome, septembre 2017)
- Les Crannibales par Jean-Claude Fournier et Zidrou (2 tomes, octobre 2017 à juin 2019)
- Noir par Serge Clerc (1 tome, décembre 2017)
- Marc Jaguar par Maurice Tillieux (1 tome, avril 2018)

### Intégrales en cours
- Lucky Luke par Morris et René Goscinny (5 tomes, depuis novembre 2016)
- Tif et Tondu par Will, Rosy, Tillieux, Desberg, Dineur, Bermar, Lapière et Sikorski (réédition chronologique, 6 tomes depuis février 2017).
- Boule et Bill par Jean Roba et Rosy (3 tomes, depuis juin 2021 )